# Романовка (Пономарёвский район)
Романовка— село в  Пономарёвском районе Оренбургской области, административный центр и единственный населенный пункт Романовского сельсовета.

## География
Находится на расстоянии примерно 29 километров по прямой на юг от районного центра села Пономарёвка. 

## История
Село образовано в 1831 году переселенцами из Лебединского уезда Тамбовской губернии, Первоначальное название было Караболак по местной речке, потом Карабалово, и, наконец, Романовка . 

## Население
Постоянное население составляло 661 человек в 2002 году (русские 91%) ,  391 в 2010 году.